# Nola argyrolepis
Nola argyrolepis är en fjärilsart som beskrevs av George Francis Hampson 1907. Nola argyrolepis ingår i släktet Nola och familjen trågspinnare. Inga underarter finns listade i Catalogue of Life.